# Белуха (гора)
Белу́ха (алт. Ӱч-Сӱмер — «Трёхглавая», Кадын-Бажы — «Вершина Катуни», каз. Мұзтау Шыңы) — высшая точка Алтайских гор и Сибири (4509 м), 20-е место в списке высочайших горных вершин России. Венчает Катунский хребет. 
Находится на территории Усть-Коксинского района Республики Алтай и Восточно-Казахстанской области. Через массив Белухи проходит граница России и Казахстана. Со склонов горы берёт начало река Катунь. Название вершины происходит от обильного снега, покрывающего гору от пика до самого основания.
Белуха входит в список десяти вершин Российской Федерации для присвоения звания «Снежный барс России».

## Физико-географическая характеристика

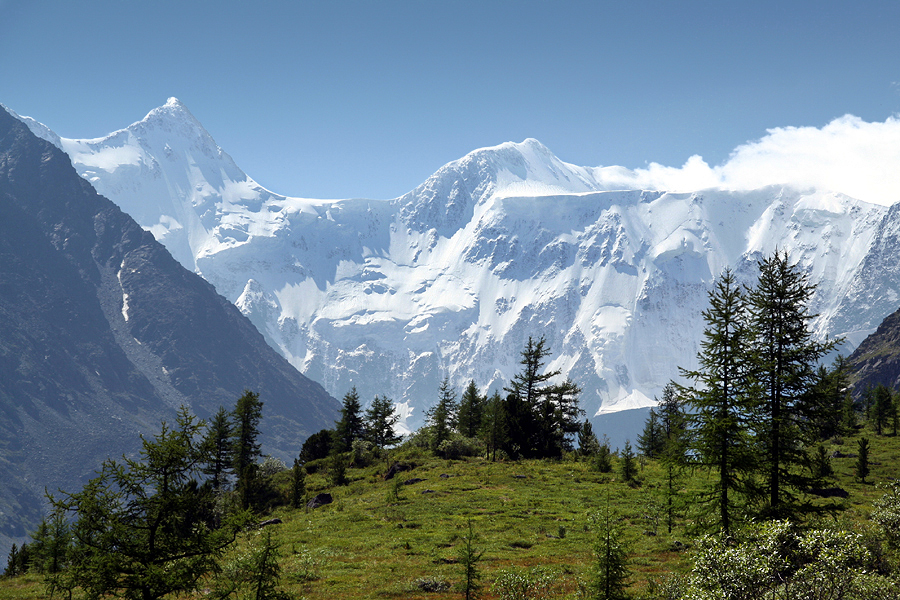
Белуха летом

В массиве Белуха две вершины в виде неправильных пирамид — остроконечная Восточная Белуха (4506 м) и Западная Белуха (4435 м), почти отвесно падающие на север к Аккемскому леднику, и постепенно снижающиеся к югу в сторону Катунского ледника (ледник Геблера).
Понижение между вершинами, получившее название «Седло Белухи» (4000 м), также круто обрывается на север к Аккемскому леднику (т. н. Аккемская стена) и более отлого спускается на юг к реке Катунь.

### Геология
Горный массив Белухи сложен породами среднего и верхнего кембрия. Многие отроги массива представляют собой выходы песчаников и сланцев. Менее распространены конгломераты. Часть массива слагают типичные флишеобразные формации. О тектонической нестабильности территории Белухи свидетельствуют разломы, трещины и надвиги горных пород. Крутые, почти отвесные зоны скольжения характерны для северного склона Белухи, особенно со стороны долины реки Аккем.
Район Белухи расположен на границе зон 7-8-балльной сейсмической активности. Микроземлетрясения здесь очень часты. Следствия их — ломка ледяного панциря, сход лавин и обвалов. С палеогена территория испытывает интенсивное тектоническое поднятие, которое продолжается и ныне.
Палеогеновое поднятие отразилось в характере рельефа — он всюду высокогорный, типично альпийский, с глубокими ущельями, вертикальные альпийские гребни возвышаются над ними до 2500 м. Большие площади массива заняты скалами, осыпями и моренами. Склоны подвержены разрушительному воздействию селей и лавин. На массиве Белухе отражено разнообразных экзогенных процессов и форм рельефа.

### Климат
Инструментальные наблюдения ведут две станции — Метеостанция Аккем и Метеостанция Каратюрек, расположенные соответственно на абсолютных высотах 2050 и 2600 м. Близ ледника Геблера, на южном склоне Белухи, ранее работала метеостанция Катунь.
Климат района Белухи суровый, с продолжительной холодной зимой и коротким летом, с дождями и снегопадами. Он изменяется в соответствии с высотной поясностью: от климата долин у подножия до климата высоких снегов и ледников у вершины. Средняя температура июля в долинах у верхней границы леса — +8,3 °С (метеостанция Аккем), а на платообразных вершинах — +6,3 °С (метеостанция Каратюрек). Летом на вершине Белухи не редки морозы до −20 °С.
Зимой отрицательные температуры воздуха наблюдаются в январе — до −48 °С и остаются низкими даже в марте — до −5 °С. Широко распространены температурные инверсии. По А. М. Комлеву и Ю. В. Титовой, норма годовых осадков для метеостанций Аккем и Каратюрек составляет 512—533 мм. Твёрдые осадки выпадают на высоте 3000—3200 м, и их годовая величина составляет 35—50 процентов от общего количества. В нивально-гляциальной зоне Белухи за год выпадает более 1000 мм осадков. Здесь распространены горно-долинные ветры и фёны.

### Ледники
На склонах массива Белухи и в долинах известно 169 ледников, общей площадью 150 квадратных километров. Белуха несёт на себе почти 50 % ледников Катунского хребта, что составляет свыше 60 процентов площади его оледенения. По количеству ледников и оледенению гора Белуха занимает первое место на Катунском хребте. М. В. Тронов выделил Белухинский ледниковый район в самостоятельный «тип ледников Белухи». Для него характерны: высокое положение бассейнов питания, крутизна фирновых потоков, низкое положение языков ледников, заполняющих ложе глубоких речных долин, и плотное примыкание к склонам вершин. Здесь сосредоточено 6 больших ледников, среди них ледник Сапожникова — один из самых больших на Алтае — 10,5 км длиной, площадью 13,2 км², а также Большой и Малый Берельские ледники, длиной 10 и 8 км и площадью 12,5 и 8,9 км² соответственно.
Для Белухи не характерны, как для других центров оледенения, большие различия в площади оледенения между склонами северной и южной экспозиций. Это компенсируется за счёт режима оборота вещества, большим выпадением и более интенсивным стаиванием на южном склоне, меньшим числом осадков и большой затенённостью противоположного склона. Скорость движения льда неодинакова и в среднем колеблется от 30 до 50 метров в год. Наибольшая отмечена на леднике Братьев Троновых — у подножья ледопада она составляет 120 метров в год. Накопление снега на крутых склонах приводит к сходу лавин. Белуха — один из интенсивных лавиноопасных районов Алтая.

### Реки и озёра

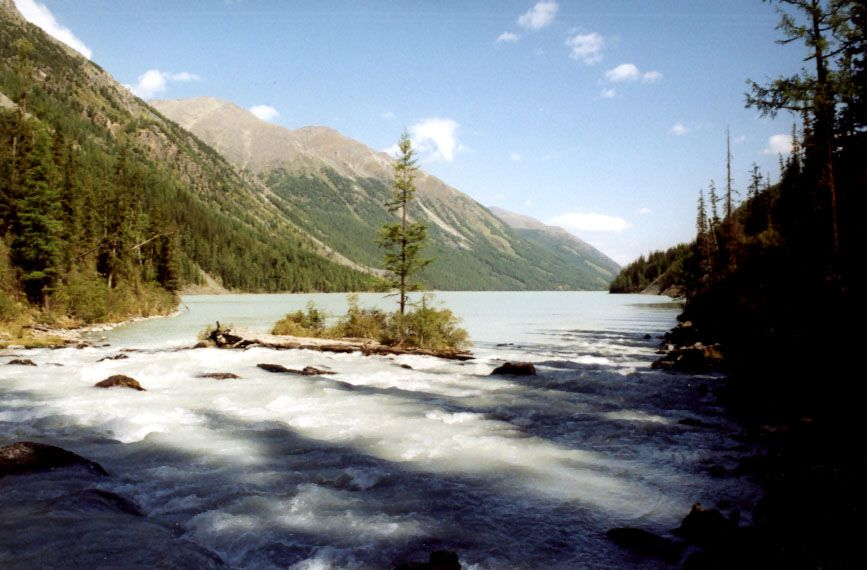
Река Кучерла вытекает из Кучерлинского озера

Реки Белухи принадлежат, главным образом, бассейну реки Катунь, вытекающей с южного склона ледника Геблера. Здесь также берут начало реки Кучерла, Аккем, Иедыгем. Река Белая Берель дренирует юго-восточный склон и относится к бассейну реки Бухтармы.
Водные потоки, рождённые у ледников Белухи, образуют особый алтайский тип рек. В их питании принимают участие талые воды ледников, снегов, дождевые осадки имеют небольшое значение. Для рек характерен максимальный сток летом и низкий в остальное время года. Реки быстротечны, нередко образуют водопады. Красивый водопад Россыпной находится на одноимённой реке, правом притоке Катуни.
Озёра в районе горы Белухи лежат в глубоких карах и троговых долинах. Происхождение их связано с деятельностью древних ледников. Крупные озёра — Кучерлинское, Аккемское и др.

### Растительность
Для Белухинского массива, как и для любой горной страны, характерна пестрота растительности. По данным многих исследователей, основная часть хребта относится к Катунскому высокогорному району, где отмечено большое разнообразие лесных и высокогорных формаций. Лесной пояс простирается до высот 2000 м, в западной и восточной до 2200 м и более развит на северном макросклоне.
В восточной части южного макросклона (верховья рек Катунь и Коксу) пояс выражен фрагментарно. Нижняя граница условна, здесь преобладают формации темнохвойных лесов с преобладанием ели сибирской, кедра, пихты сибирской. Обычны лиственница сибирская и лиственные породы: берёза, рябина. Кустарники представлены спиреей, жимолостью, караганой. С высотой существенно возрастает роль кедра, из кустарников и кустарничков начинают преобладать жимолость и брусника.
В верхней части лесного пояса из кустарников появляется берёза круглолистная; из трав — субальпийское и альпийское разнотравье. Также здесь распространена смородина и малина.
Субальпийский пояс на нижней границе представлен кедровыми и кедрово-лиственничными редколесьями, с фрагментами субальпийских лугов и кустарников. Альпийский пояс представлен крупнотравными, мелкотравными и кобрезиевыми лугами. Значительные площади занимает ерниковая, лишайниковая, дриадовая и травянистая тундры. Высокогорные болота представлены формациями осоковых, пушицевых и зеленомошных болот.
Поскольку Белухинский массив занимает значительную часть высокогорий, здесь представляют интерес редкие виды, произрастающие в альпийском поясе. Это — аконит ненайденный, живокость укокская, родиолы: морозная, четырёхчленная, розовая, лапчатка Крылова, луки: алтайский, карликовый и другие (всего более 30 видов). Многие из них включены в Красную книгу Республики Алтай.

### Животный мир
Из мелких млекопитающих по каменистым россыпям и ерникам распространены: тундряная бурозубка, красно-серая, красная и большеухая полёвки. В истоках реки Катунь, по её правобережью обитают алтайская мышовка и цокор. Сюда изредка заходят рысь, снежный барс, а из копытных: сибирский горный козёл.
Намного разнообразнее представлены птицы. Из охотничье-промысловых: белая куропатка и тундряная куропатка. Из воробьиных обитают: клушица, альпийская галка, гималайская завирушка. Значительно реже встречаются сибирский горный вьюрок и экзотичный вид — арчовый дубонос. Из видов, внесённых в Красную книгу республики Алтай, обитают большая чечевица, беркут, алтайский улар.

## История изучения и трудности определения высоты
Первые сведения о горе Белуха относятся к концу XVIII века.
Впервые предположение о высоте Белухи сделал в 1835 году врач, естествоиспытатель и путешественник Ф. А. Геблер. С помощью угломерного прибора он измерил превышения вершин известных гор и Белухи относительно реки Белой Берели и оценил высоту Белухи примерно в 11 000 футов, то есть 3362 метра. Учёный считал полученное значение приблизительным, поскольку повторить измерения не смог из-за плохой погоды. Геблер собрал коллекцию лекарственных растений, открыл Катунский и Берельский ледники.
В 1895 году попытку замера высоты вершины предпринял профессор Томского университета В. В. Сапожников. Измерения с помощью барометр-анероида дали следующие значения: Восточная вершина Белухи — 4542 м, Западная — 4437 м, высота седла — 4065 м.
Следующий замер был произведен в 1935 году в ходе Первой всесибирской альпиниады, организованной газетой «Советская Сибирь» и Обществом пролетарского туризма и экскурсий. Альпинист-инструктор Д. И. Гущин поднялся с барометром на Восточную вершину Белухи и получил новый, неожиданный результат — 4630 м.
На карте, изданной в 1948 году в масштабе 1:300 000, указаны высоты Восточной вершины Белухи — 4506 м, Западной — 4440 м. Метод определения этих данных остался неизвестен. На картах, изданных после 1970-х годов, отметка Восточной вершины составляла 4499,6 м, Западной — 4435,6 м (в Балтийской системе высот 1977 года).
В августе 2012 года специалисты новосибирского предприятия «ЗапСибГеодезия» провели первую российскую геоэкспедицию по комплексному измерению высот вершин горного массива Белуха на Алтае. Для измерения высоты вершин использовались три выверенных прибора в базовых лагерях, плюс по одному на каждой вершине. Шесть групп учёных-восходителей одновременно провели измерения на шести вершинах Горного Алтая. Обработка данных производилась с разных станций слежения за спутниками в России и Китае.
По полученным данным, высшая точка вершины Белухи Восточной составляет 4509 метров. Геодезисты также установили на скалах реперные марки, которые позволят сравнить, как меняется высота горных пиков в течение времени. Реперные марки оставлены примерно на 200—300 лет и послужат геодезистам будущего.

## Охрана окружающей среды

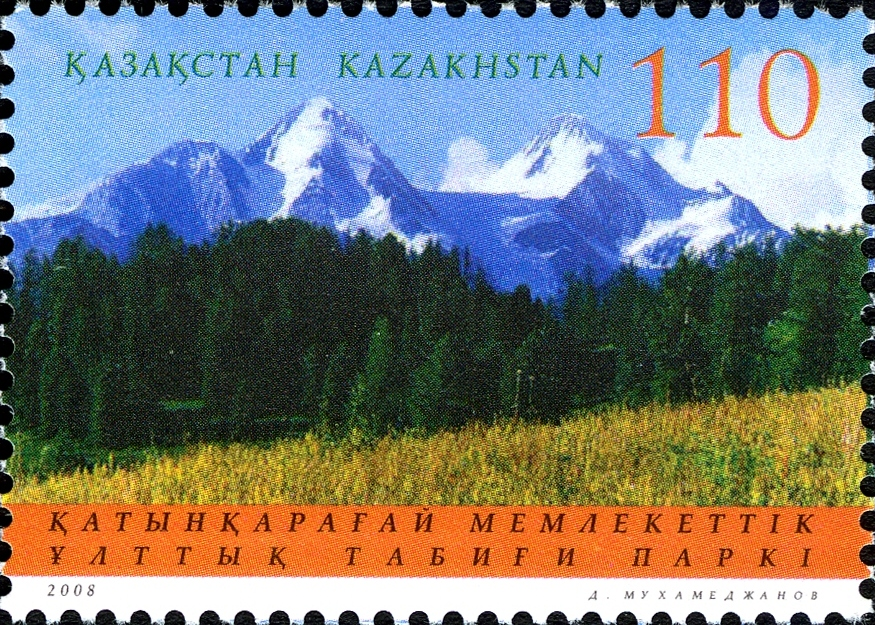
Гора Белуха с юга, со стороны Казахстана. Вид с Катон-Карагайского природного парка

В 1978 году сессией Алтайского краевого Совета народных депутатов массив горы Белухи утверждён памятником природы Горно-Алтайской автономной области. В 1996 году статус памятника природы подтверждён Постановлением Правительства Республики Алтай.

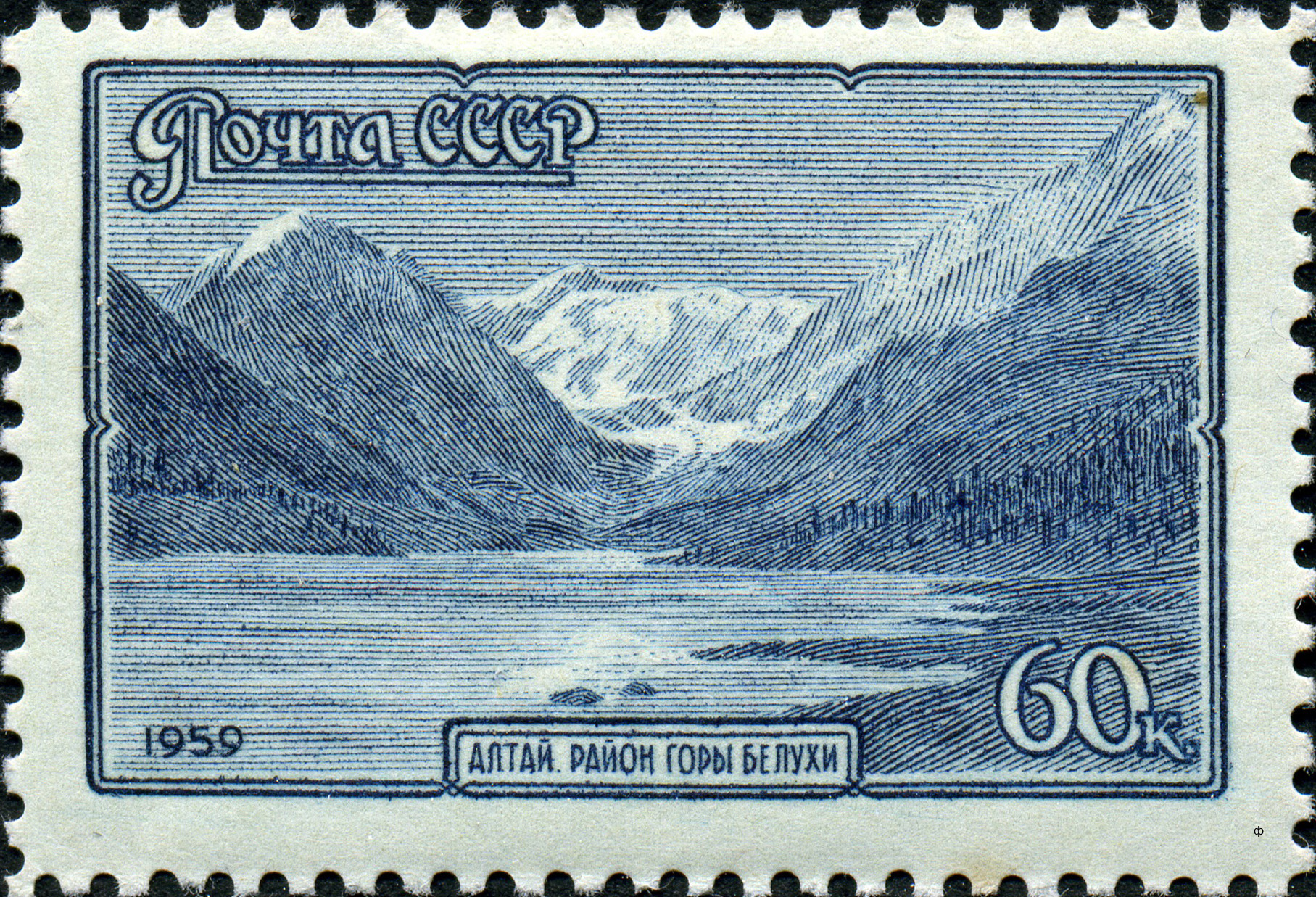
Почтовая марка СССР:
Алтай. Район горы Белухи.

В июне 1997 года создан первый в Республике Алтай Природный парк «Белуха» общей площадью 131 337 га.
В январе 2000 года Катунский заповедник получил статус биосферного.

## Экстремальный спорт и туризм
- 1904 год — на Белуху попытался взойти в зимнее время (начало апреля) Сэмуэль Тернер[8].

- 1914 год — братья Михаил и Борис Троновы совершили первое в истории восхождение на Белуху.
- 20 июля 2000 года первый полет на параплане с Восточной Белухи совершили Игорь Левкин и Иван Усанов[9].
- В августе 2003 года экстремальный спуск на лыжах с Восточной Белухи совершил Дмитрий Щитов. Спуск продолжался около двух часов.

Сегодня в районе Белухи находятся популярные пешие, конные и альпинистские туристические маршруты, известные как в России, так и за рубежом. На вершину Восточной Белухи проще всего подниматься с юга, категория 3А, чуть сложнее — от Томских стоянок через перевал Делоне и ледник Менсу (категория 3А), ещё сложнее — через вершину Делоне. Самый быстрый, но сложный и опасный вариант — подъём на Белуху по Аккемской стене, категория 3Б туристская, 4А—4Б альпинистская.
На берегу Аккемского озера расположена турбаза «Белуха», там же находится поисково-спасательная служба МЧС России. Спасатели из Горно-Алтайска и Барнаула дежурят в летний период по месяцу три смены. Первая смена с середины июня до середины июля, вторая — с середины июля до середины августа, третья — с середины августа до середины сентября. Ниже по течению реки Аккем расположен круглогодичный гостевой дом турбазы «Высотник» — Горный приют Аккем. На Томских стоянках расположен базовый лагерь восхождения от турбазы «Высотник», построен быстровозводимый дом для комфортного проживания альпинистов.

## Режим посещения
Популярный туристический маршрут от села Тюнгур до подножья Белухи находится в пограничной зоне, так как расположен поблизости от государственной границы России и Казахстана. Для путешествия по маршруту граждане России должны иметь при себе паспорт, а граждане других государств — ещё и разрешение от пограничников, которое можно заблаговременно получить в региональном управлении ФСБ в Горно-Алтайске.
При посещении пятикилометровой зоны от границы (например, для восхождения на Белуху) разрешение требуется уже для обеих категорий граждан.

## Галерея

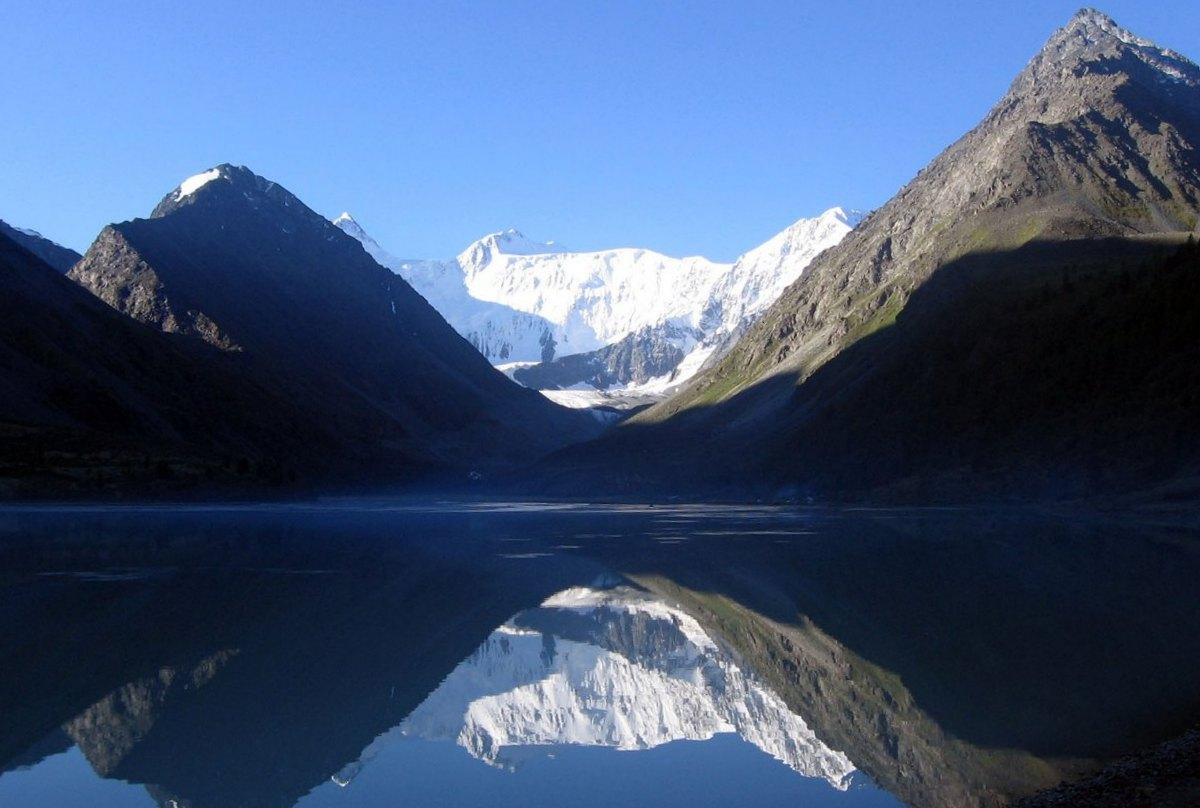
Гора Белуха и её отражение в озере Аккем
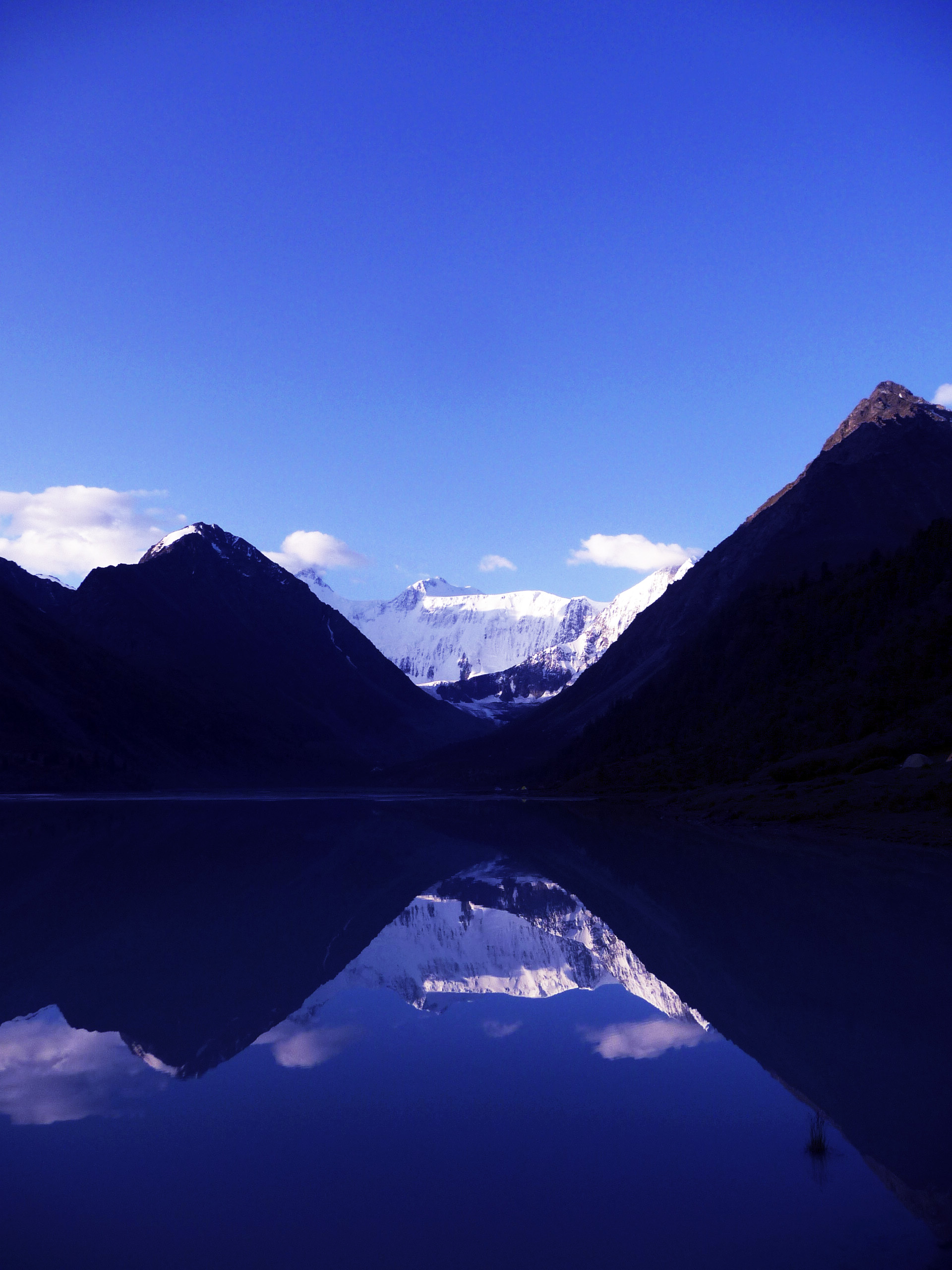
Вид на Белуху с озера Аккем.
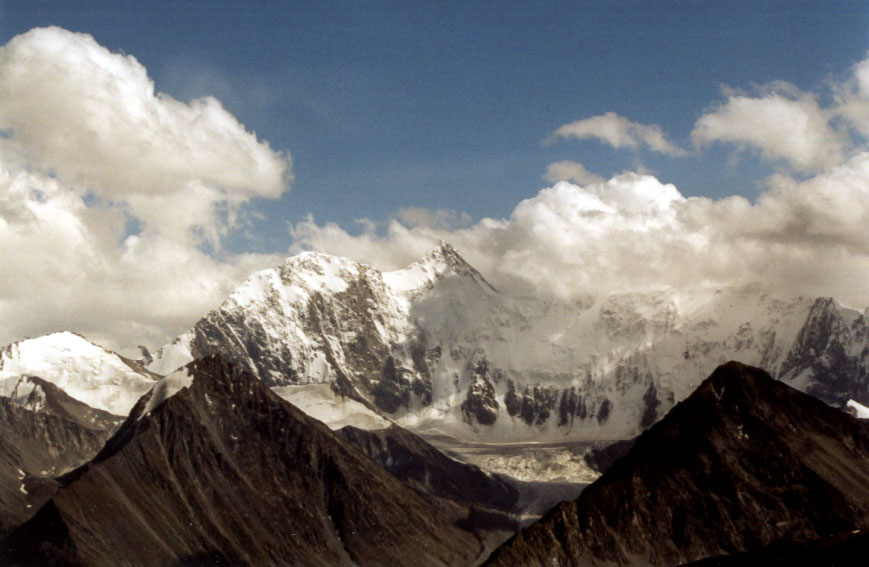
Гора Белуха, северный склон
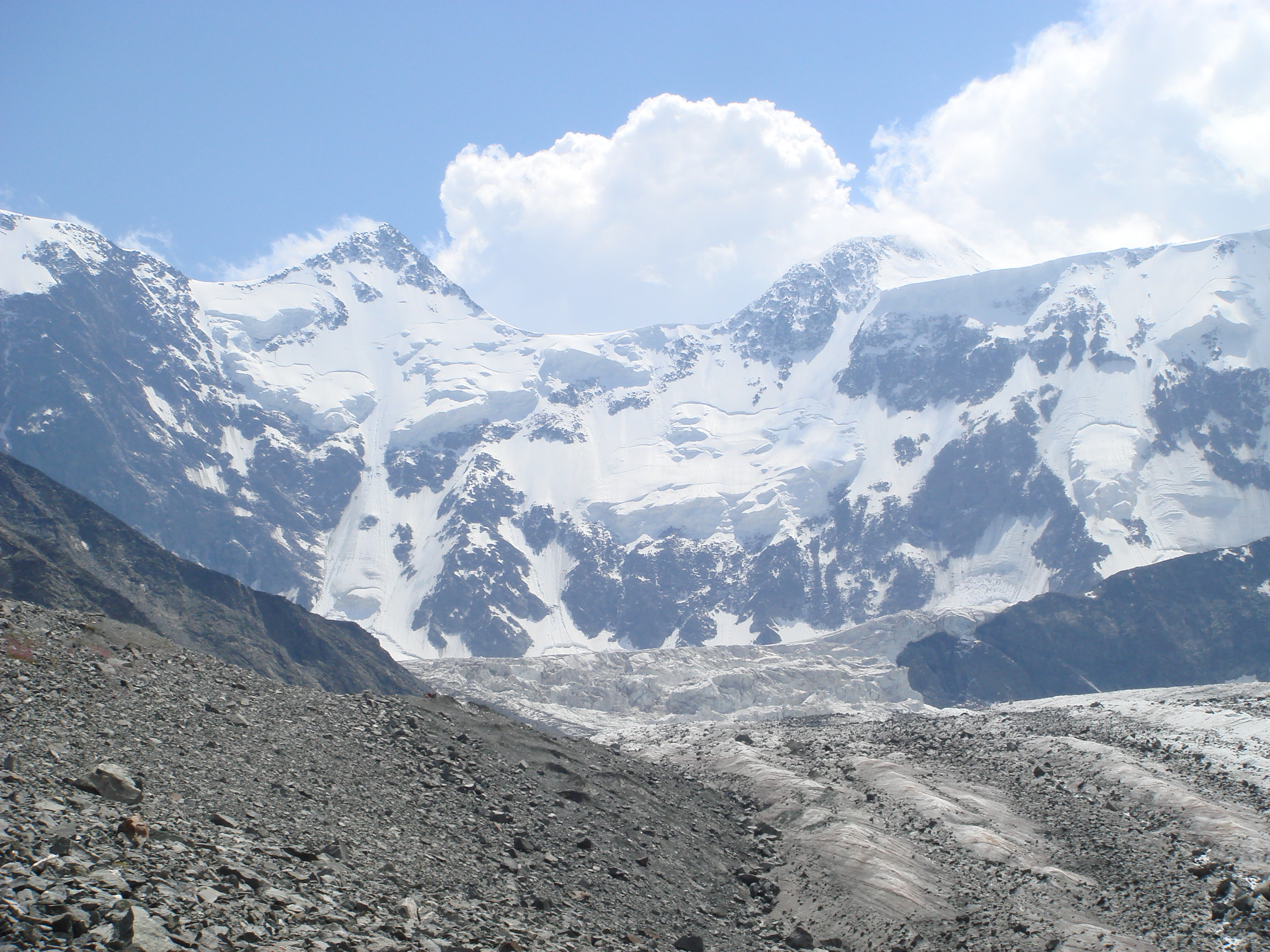
Гора Белуха, Вид от озера Аккем
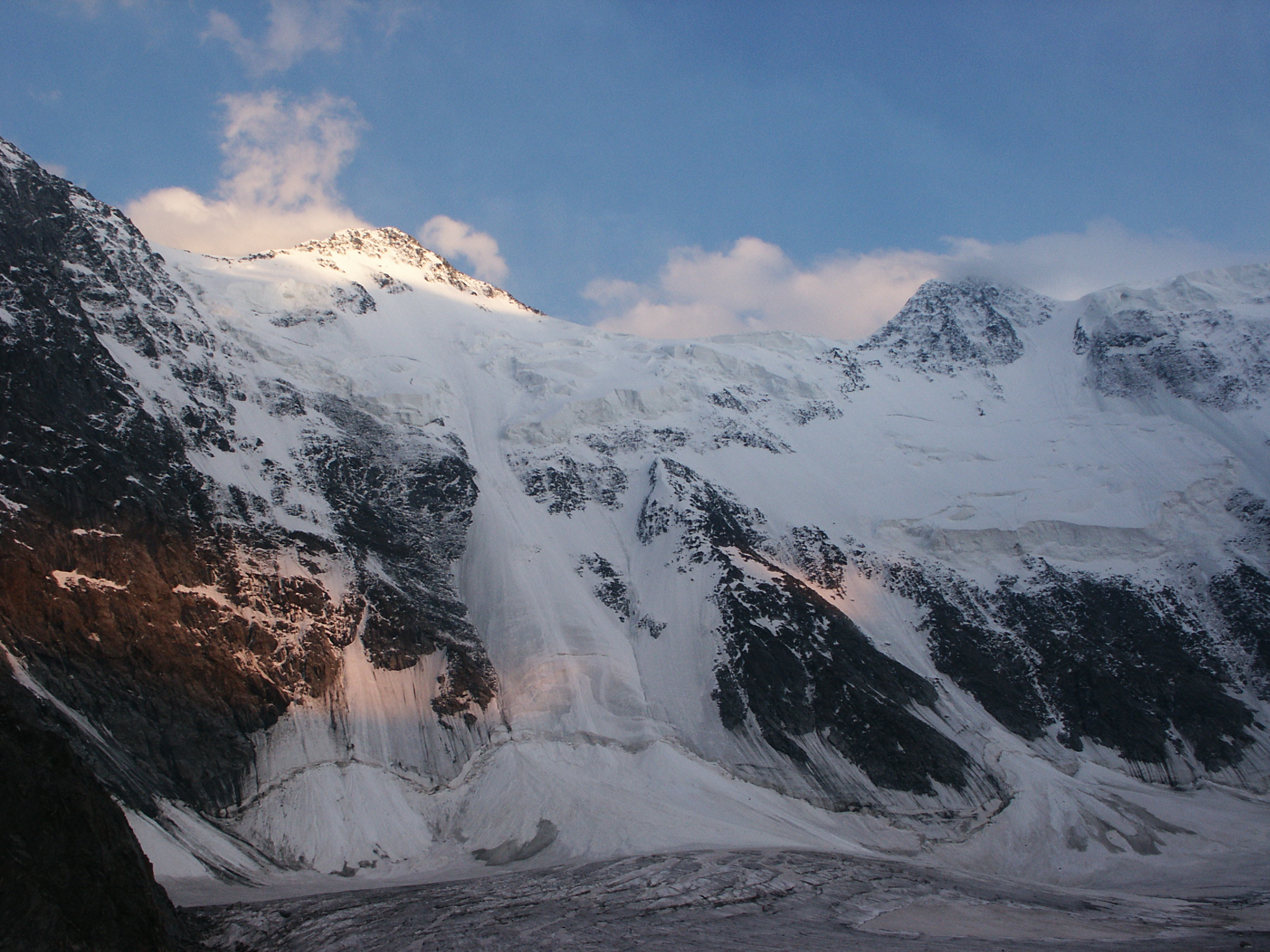
Гора Белуха, вид с ледника на северный склон
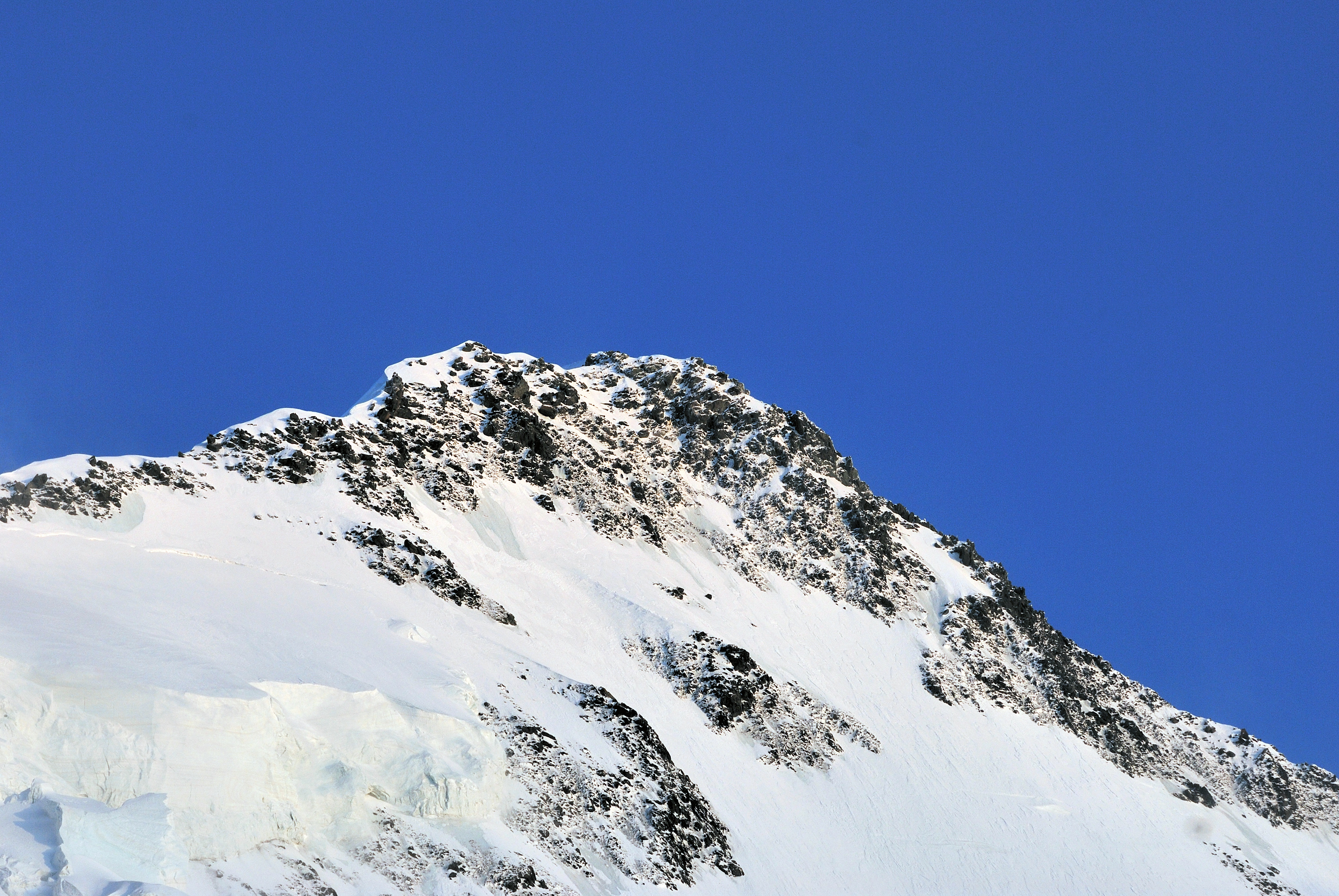
Вершина горы Белуха, вид с Томских стоянок
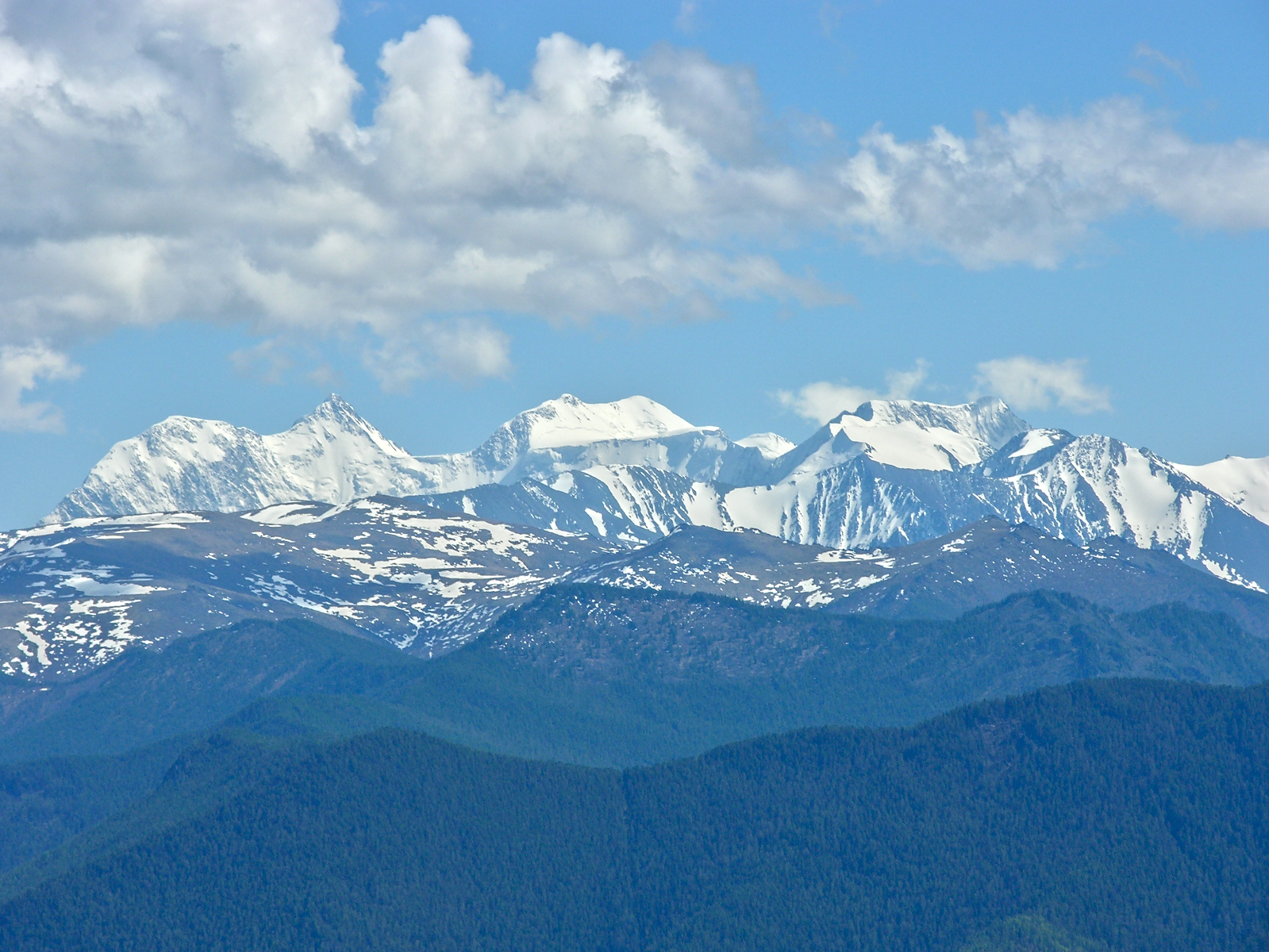
Гора Белуха с вершины горы Байда, расст. ок. 50 км.